# Kaiser Karl V. nach der Schlacht bei Mühlberg
Das Gemälde Kaiser Karl V. nach der Schlacht bei Mühlberg ist ein 1548 entstandenes Gemälde von Tizian. Das Reiterporträt wurde mit Ölfarbe auf Leinwand gemalt und befindet sich heute im Museo del Prado in Madrid.

## Bildtypus
Das Porträt Tizians, das Kaiser Karl V. nach der Schlacht bei Mühlberg als siegreichen Feldherren zeigt, ist vor dem Hintergrund der Tradition des Reiterbildnisses zu sehen, das innerhalb der Gattung des Herrscherporträts einen zentralen Rang einnahm. Das Reitpferd galt seit jeher als Privileg und Attribut der Aristokratie, es war eine ikonologisch bedeutsame Demonstration imperialer Macht und manifestierte sich bereits in dem berühmten Reiterstandbild des Mark Aurel in Rom. Auf dieses Beispiel aus der Antike bezogen sich auch jene Künstler, die Feldherren und Söldnerführer zu porträtieren hatten, so etwa Donatello, der dem Erasmo da Narni, genannt Gattamelata in Padua ein Denkmal entwarf und goss; oder Andrea del Verrocchio, der Bartolomeo Colleoni in beider Heimatstadt Venedig in einem Reiterstandbild verewigte. Im Zeitraum der Fertigstellung des zweitgenannten Denkmals wurde Tizian in Venedig geboren.

## Bildbeschreibung und Geschichte
Der Kaiser lässt sich von Tizian in voller Rüstung, auf einem mit einer Schabracke und Kopfschmuck gezierten Schlachtross darstellen. Eine Lanze hält der Dargestellte kämpferisch in seiner Rechten. Im Hintergrund bricht die Abenddämmerung herein, der Tag ist vorbei, die Schlacht ist geschlagen, der Heimritt steht bevor. Das Schlachtengeschehen wird aus der Bildkomposition völlig ausgeschlossen.

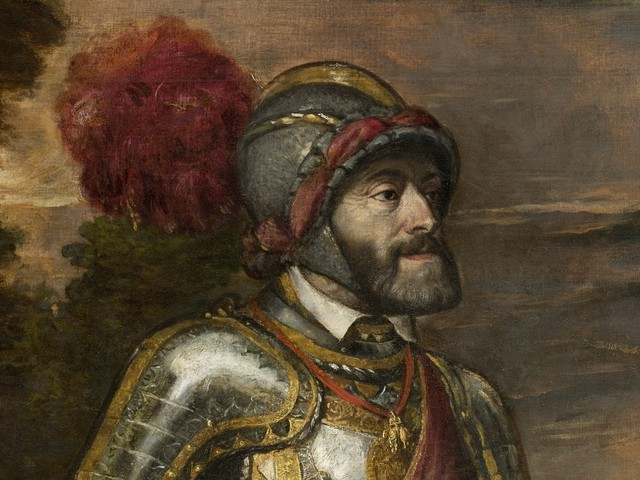
Detail: Kopf des Kaisers mit geschöntem Kinn

In der Schlacht bei Mühlberg besiegte das kaiserliche Heer Karls V. am 24. April 1547 die Truppen des Schmalkaldischen Bundes, womit der Schmalkaldische Krieg für den Kaiser gewonnen war. Einer der Anführer der Protestanten, Kurfürst Johann Friedrich von Sachsen, geriet dabei in Gefangenschaft. In der Darstellung Tizians ist von diesem Triumph jedoch wenig zu bemerken. Karl V. war zu diesem Zeitpunkt 47 Jahre alt und hatte viele Kriege und Schlachten geschlagen. Am meisten rieben ihn dabei die religiös motivierten Kämpfe gegen seine eigenen Untertanen auf. Tizian zeigt Karl nicht als Triumphator, sondern als einen in Würde siegenden Feldherren und Kaiser. 
Bereits 1533 wurde Tizian von Karl V. in den Adelsstand erhoben und zum Hofmaler ernannt. Das Gemälde selbst entstand 1548 in Augsburg, wohin der Kaiser Tizian zum Reichstag beordert hatte. Bei diesem auch als Geharnischter Reichstag bekannten Gremium scheiterte Karl V. jedoch mit seinen Plänen zur Niederwerfung des Luthertums und zur Aufrichtung einer starken kaiserlichen Macht in Deutschland. Die Kurfürsten, aber auch die Reichsstände leisteten energischen Widerstand gegenüber den Vorstellungen des Herrschers. Durch Karls Sieg bei Mühlberg waren die Protestanten zwar militärisch geschlagen, nicht aber politisch. Darin liegt wohl auch der Grund, dass der Triumph des Siegers in dem Gemälde Tizians nur äußerst begrenzt zum Ausdruck kommt. Ein weiteres Detail: Wie schon im Porträt mit der Ulmer Dogge (1532, Kunsthistorisches Museum Wien) wurde vom Künstler auch hier das Kinn des Kaisers, der unter einer Kieferfehlstellung litt, geschönt wiedergegeben.

## Rezeption

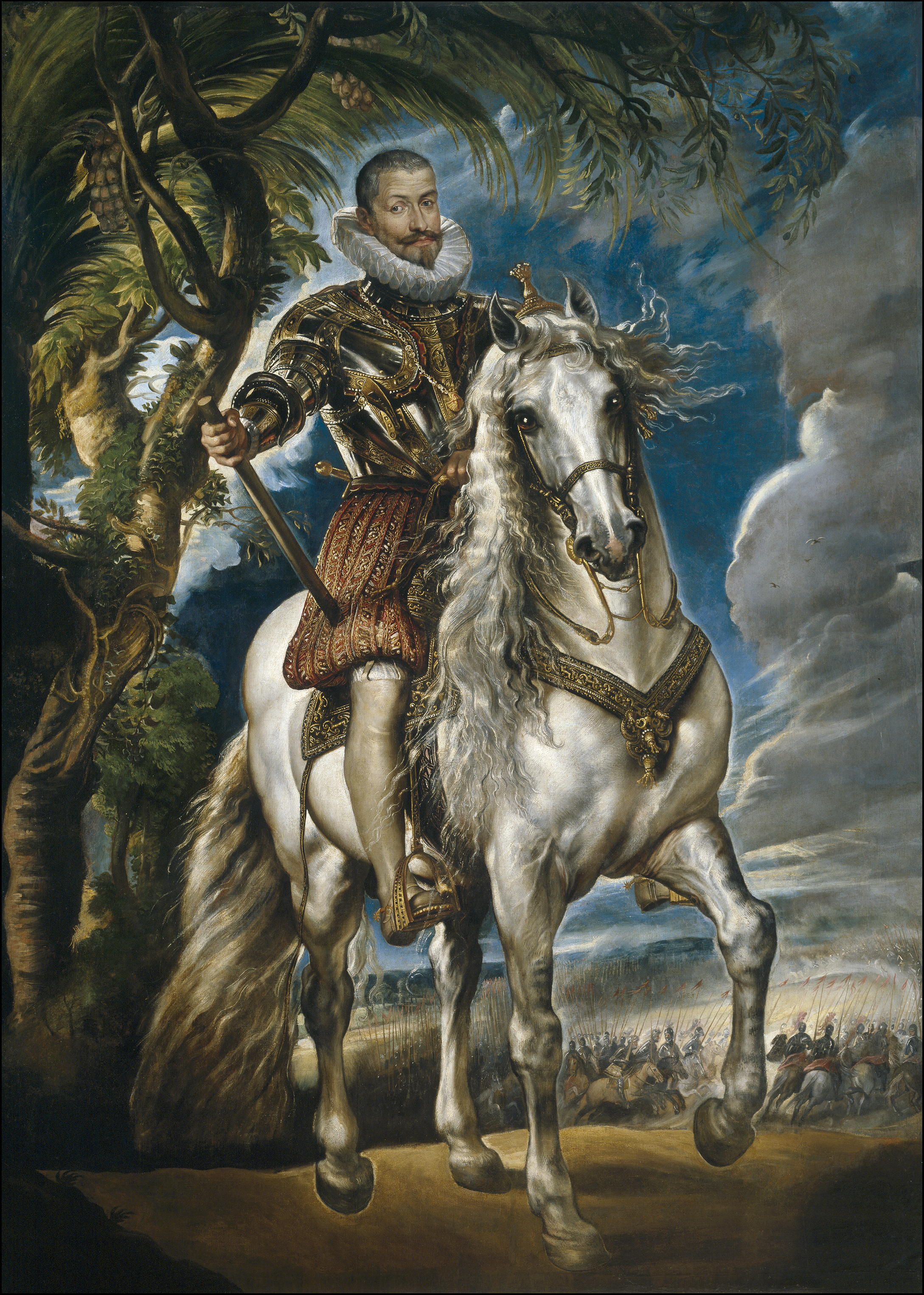
Peter Paul Rubens: Reiterporträt Francisco Goméz de Sandoval y Rojas, Herzog von Lerma (1603), Museo del Prado

Mit diesem Reiterporträt begründete Tizian einen Typus, den Rubens später in zahlreichen Variationen wieder aufgriff, wie etwa dem Porträt des Kardinalinfanten Ferdinand von Spanien (um 1634) oder dem berühmten Bildnis des Herzogs von Lerma (1603). Der Herzog erscheint vor dem Schlachtengeschehen, welches auf einer Anhöhe im Hintergrund reduziert wird. Pferd und Reiter wenden sich frontal dem Bildbetrachter zu, diese Darstellungsform wurde geradezu als Sensation empfunden. Zusätzlich unterstreicht Rubens durch die Untersicht die Erhabenheit des Herzogs. Von Tizian und Rubens sind auch die zahlreichen Reiterbildnisse des Diego Velázquez beeinflusst. Der flämische Künstlers Anthonis van Dyck vereinte die Motive von Tizian und Rubens in seinem Reiterporträt Karl I. mit M. de St. Antoine (1633).

## Trivia
Im Oktober 1548 entschuldigte sich der Augsburger Porträtmaler Christoph Amberger in einem Schreiben an den Kunstmäzen und -sammler Antoine Perrenot de Granvelle für Verzögerungen bei der Fertigstellung der versprochenen Bilder folgendermaßen: Tizian habe das Reiterporträt seiner Kaiserlichen Majestät gerade zum Trocken in die Sonne gestellt, als es von einem Windstoß umgeworfen worden und so unglücklich auf ein Holz gefallen sei, dass ein großes Loch hinten im Gaul hineingerissen worden sei. Da Tizian aber sein Malzeug bereits verschickt habe und auch seinerseits wegfertig gewesen sei, hätten Anton Fugger und auch Tizian selbst Amberger gebeten, den Schaden zu beheben, was einige Zeit in Anspruch genommen habe.